# Фридерик Яроси
Фридерик Франциск Яроси (пол. Fryderyk Franciszek Jarosy, 10 жовтня 1890, Ґрац — 6 серпня 1960, В'яреджо) — польський конферансьє угорського походження, театральний режисер та директор багатьох кабаре Варшави в міжвоєнні роки.

## Життєпис

### Ранні роки
Народився в Австро-Угорщині, але на плебісциті, незважаючи на угорське походження, він обрав австрійське громадянство. У 1938 році отримав почесне польське громадянство. У 1913 році він одружився з російською аристократкою Наталією фон Вратновською. У подружжя було двоє дітей. Він приїхав до Польщі в 1924 році як член російського театру Синяя Птица (Синій птах). Через рік після приїзду до Польщі дебютував у театрі Qui Pro Quo.

### Засновник варшавських кабаре
Яроси був режисером, директором та засновником багатьох варшавських кабаре міжвоєнного часу. 1 жовтня 1931 р. він заснував кабаре «Банда», 1 вересня 1933 р. відкрив «Циганерію», 1 серпня 1935 р. Кірулік Варшавський, 5 жовтня 1938 р. театр Буффо.

### Друга світова війна
Фридерик Яроси був заарештований 24 жовтня 1939 р. По дорозі на допити він втік та довгий час переховувався у варшавському гетто. Під час війни використував прізвище Новачк. Після Варшавського повстання він перебував у концтаборі Бухенвальд.

### Повоєнні роки
Після Другої світової Яроси емігрував до Великої Британії. В Лондоні жив бідно, але продовжував організовувати театральні вистави у польських еміграційних центрах. Іноді він виступав у програмах, які транслювали Радіо Свобода та BBC на польській території. У 1948 році комуністичний уряд позбавив його польського громадянства.
Помер в Італії в 1960 році. Нині його могила знаходиться на кладовищі Нойштіфте Фрідгоф, що у Відні.